# Spea intermontana
Espèce
Synonymes
- Scaphiopus intermontanus Cope, 1883

Statut de conservation UICN

 LC  : Préoccupation mineure
Le Crapaud du Grand Bassin, Spea intermontana, est une espèce d'amphibiens de la famille des Scaphiopodidae.

## Répartition
Cette espèce est endémique du centre-Ouest de l'Amérique du Nord. Elle se rencontre à environ 850 m d'altitude :
- dans l'ouest des États-Unis ;
- dans le sud-ouest du Canada en Colombie-Britannique.

## Publication originale
- Cope, 1883 : Notes on the geographical distribution of Batrachia and Reptilia in western North America. Proceedings of the Academy of Natural Sciences of Philadelphia, vol. 35, p. 10-35 (texte intégral).